# Функція sinc

Графіки нормованої sinc-функції (синій) та ненормованої sinc-функції (червоний) на відрізку значень x від −6π до 6π.

Sinc-функція, що позначається {\displaystyle \mathrm {sinc} (x)\,}, (від лат. sinus cardinalis — кардинальний синус) має два визначення, відповідно для нормованої sinc-функції і ненормованої sinc-функції:
1. У цифровій обробці сигналів і теорії зв'язку нормована sinc-функція звичайно визначається як
{\displaystyle \mathrm {sinc} \left(x\right)=\left\{{\begin{array}{*{35}l}{\frac {\sin \left(\pi x\right)}{\pi x}}&;&x\neq 0\\1&;&x=0\\\end{array}}\right.}
2. У математиці ненормована sinc-функція визначається як
{\displaystyle \mathrm {sinc} \left(x\right)=\left\{{\begin{array}{*{35}l}{\frac {\sin \left(x\right)}{x}}&;&x\neq 0\\1&;&x=0\\\end{array}}\right.}

В обох випадках значення функції в особливій точці {\displaystyle x=0} явним чином задається рівним одиниці. Таким чином, sinc-функція аналітична для будь-якого значення аргументу.

## Властивості
- Для ненормованої sinc-функції :

{\displaystyle \mathrm {sinc} (0)=1\,} і {\displaystyle \mathrm {sinc} (k)=0\,} для {\displaystyle k\neq 0\,} і {\displaystyle k\in \mathbb {Z} ,} (цілі числа); тобто, це інтерполююча функція
Для ненормованої функції
{\displaystyle \mathrm {sinc} (0)=1\,} і {\displaystyle \mathrm {sinc} (k\pi )=0\,} для {\displaystyle k\neq 0\,} і {\displaystyle k\in \mathbb {Z} ,} (цілі числа);
- функції {\displaystyle x_{k}(t)=\mathrm {sinc} (t-k)\ } формують ортонормований базис для функцій в функціональному просторі {\displaystyle L^{2}(\mathbb {R} )}, з найбільшою кутовою частотою {\displaystyle \omega _{\mathrm {H} }=\pi \,}.

- Локальні максимум і мінімум ненормованої sinc-функції {\displaystyle {\begin{matrix}{\frac {\sin(x)}{x}}\end{matrix}}\,} збігаються із значеннями косинуса, тобто там, де похідна {\displaystyle {\begin{matrix}{\frac {\sin(x)}{x}}\end{matrix}}\,} рівна нулю (локальний екстремум в точці {\displaystyle x=a\,}), виконується умова {\displaystyle {\begin{matrix}{\frac {\sin(a)}{a}}\end{matrix}}=\cos(a)\,}.

- Ненормована sinc-функція є сферичною функцією Бесселя першого роду нульового порядку {\displaystyle j_{0}(x)={\begin{matrix}{\frac {\sin(x)}{x}}\end{matrix}}\,}. Нормована sinc-функція - {\displaystyle j_{0}(\pi x)\,}.

- {\displaystyle \int _{0}^{x}{\frac {\sin(\theta )}{\theta }}\,d\theta =\mathrm {Si} (x)\,\!}

де Si(x) — інтегральний синус.
- λ sinc(λ x) (для ненормалізованого випадку) є одним із двох лінійно незалежних розв'язків диференціального рівняння:

{\displaystyle x{\frac {d^{2}y}{dx^{2}}}+2{\frac {dy}{dx}}+\lambda ^{2}xy=0.\,\!}
Іншим є cos(λ x)/x.
- {\displaystyle \int _{-\infty }^{\infty }{\frac {\sin ^{2}(\theta )}{\theta ^{2}}}\,d\theta =\pi \,}.

- {\displaystyle \int _{-\infty }^{\infty }{\frac {\sin ^{3}(\theta )}{\theta ^{3}}}\,d\theta ={\frac {3\pi }{4}}\,\!}

- {\displaystyle \int _{-\infty }^{\infty }{\frac {\sin ^{4}(\theta )}{\theta ^{4}}}\,d\theta ={\frac {2\pi }{3}}\,\!}

- Перетворення Фур'є нормованої sinc-функції {\displaystyle \mathrm {sinc} (x)={\begin{matrix}{\frac {\sin(\pi x)}{\pi x}}\end{matrix}}\,} (для одиничного інтервалу частот) рівне прямокутній функції {\displaystyle \mathrm {rect} (f)\,}.

{\displaystyle \int \limits _{-\infty }^{\infty }\mathrm {sinc} (t)\,e^{-2\pi ift}dt=\mathrm {rect} (f)},
де прямокутна функція — функція, що приймає значення, рівні 1 для будь-якого аргументу з інтервалу між `1/2 і 1/2, і рівна нулю при будь-якому іншому значенні аргументу.
- Розклад нормованої Sinc-функції у нескінченний добуток:

{\displaystyle \mathrm {sinc} (x)={\frac {\sin(\pi x)}{\pi x}}=\prod _{n=1}^{\infty }\left(1-{\frac {x^{2}}{n^{2}}}\right)}
- Розклад ненормованої Sinc-функції у нескінченний добуток

{\displaystyle {\frac {\sin(x)}{x}}=\prod _{n=1}^{\infty }\cos \left({\frac {x}{2^{n}}}\right).}
- Вираз через гамма-функцію:

{\displaystyle \mathrm {sinc} (x)={\frac {\sin(\pi x)}{\pi x}}={\frac {1}{\Gamma (1+x)\Gamma (1-x)}}}
де {\displaystyle \Gamma (x)} — гамма-функція